# Gückelsberg
Gückelsberg ist ein Gemeindeteil der Großen Kreisstadt Flöha im sächsischen Landkreis Mittelsachsen. Der Ort wurde am 1. April 1920 eingemeindet.

## Geografie
Gückelsberg liegt am nordwestlichen Rand des unteren Osterzgebirges im Nordosten der Stadt Flöha. Durch den Ortsteil verläuft die Bundesstraße 173 nach Freiberg. Gückelsberg wird im Süden vom Unterlauf der Flöha begrenzt. Ihre Mündung in die  Zschopau liegt nur wenig weiter westlich in der Gemarkung von Flöha. 
Nachbarorte von Gückelsberg sind Flöha im Süden und Westen, Hausdorf im Norden und Falkenau im Osten.

## Geschichte

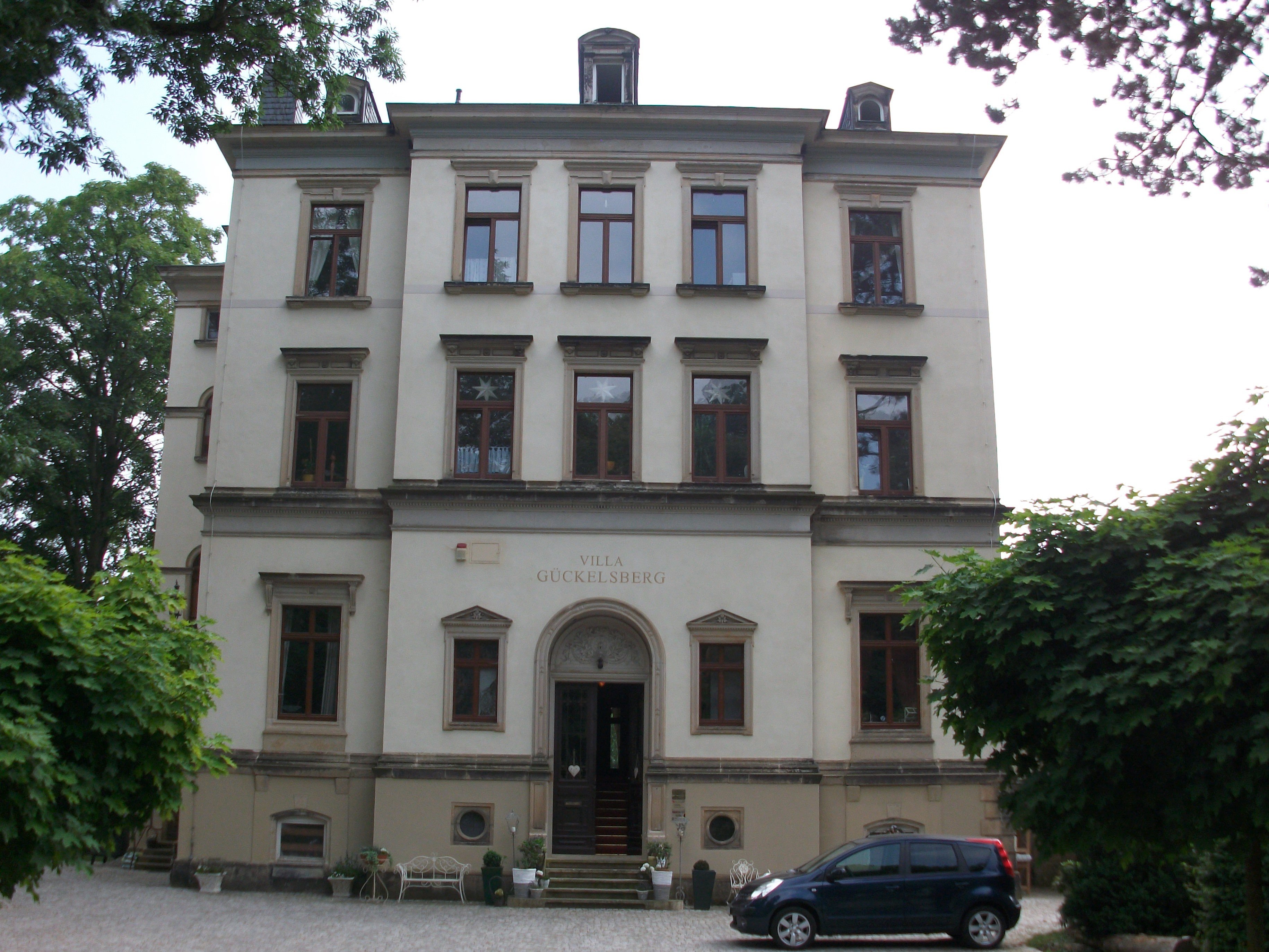
Villa Gückelsberg

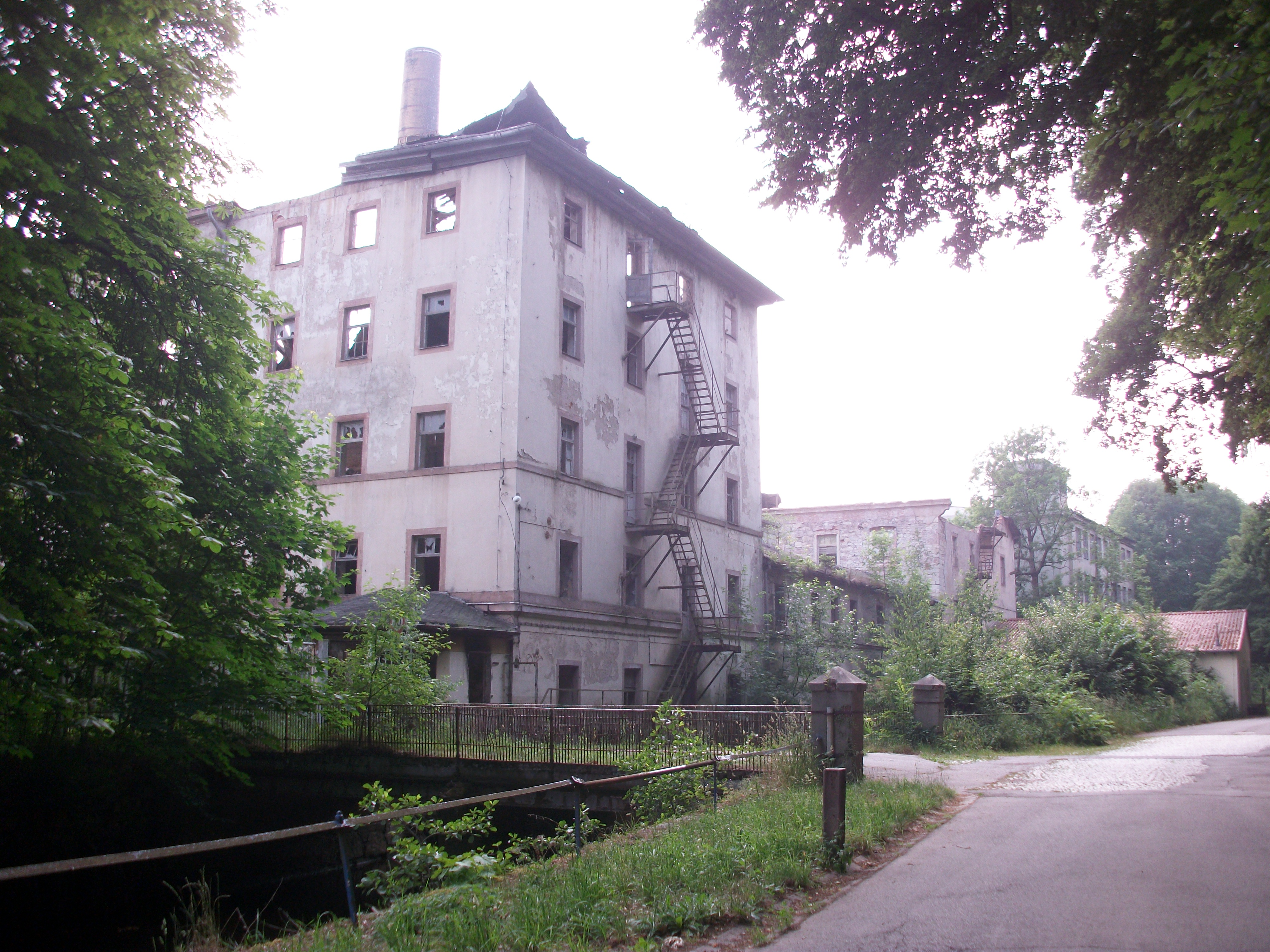
Baumwollspinnerei Gückelsberg (2018)

### Gründung und Ortsname
Gückelsberg wurde in der zweiten Hälfte des 12. Jahrhunderts als einseitiges Waldhufendorf gegründet. Die erste urkundliche Erwähnung erfolgte im Jahr 1365. Damals schrieb man Guckilberg, 1367 Juckelsberg. Weitere in Urkunden auftretende Schreibweisen sind Gögkelßberge (1522), Jogkelßperg (1524), Gückelsberg (1528), Kuckelsberg (1540) sowie Gickelsperg. Die unterschiedlichen Schreibweisen des Ortsnamens erschweren das Erkennen der ursprünglichen Bedeutung des Namens. Naheliegend ist das mittelhochdeutsche Wort gugel(e), in der lateinischen Sprache cucula. Das Wort bedeutet Kapuze, es wurde auch als Flurname in der Bedeutung Berg (oder Höhenzug) mit einer kapuzenartigen Bewaldung verwendet. Es könnte aber auch giege, giegel in der Bedeutung von Narr zu Grunde liegen, wie auch gouch - Kuckuck, aber auch Gockel, Gickel in der Bedeutung Hahn, Henne sowie gogel - Scherz, gugelaere - Gaukler, Possenreißer nicht ausgeschlossen werden können. Schließlich muss man auch an Jogel, Jockel, Jöckel als Form des Rufnamens Jakob denken.

### Grundherrschaft und Verwaltung
Ab 1551 gehörte Gückelsberg als Amtsdorf zum Amt Schellenberg. Die Verwaltung von Gückelsberg, dessen Grundherrschaft beim Rittergut Lichtenwalde lag, wurde 1562 jedoch dem neuen Amt Lichtenwalde übertragen. Mit diesem gehörte der Ort um 1696 zum Amt Frankenberg-Sachsenburg und um 1794 zum Amt Augustusburg. Durch die Sächsische Landgemeindeordnung von 1838 wurde in Gückelsberg im Jahr 1839 erstmals ein Gemeinderat durch die Dorfbewohner gewählt. 1856 wurde die Gerichtsbarkeit des Ortes dem Gerichtsamt Augustusburg übertragen. Seit 1875 gehörte Gückelsberg zur neu gegründeten Amtshauptmannschaft Flöha.
Am 1. April 1920 wurde Gückelsberg Ortsteil der Dorfgemeinde Flöha. Das letzte Gückelsberger Gemeindeamt befand sich in der Dresdner Straße 49. 1933 bekam Flöha das Stadtrecht verliehen, wodurch Gückelsberg nun ein Stadtteil wurde. Als Stadtteil Flöhas gehörte Gückelsberg ab 1952 zum Kreis Flöha im Bezirk Chemnitz (1953 in Bezirk Karl-Marx-Stadt umbenannt) und ab 1990 zum sächsischen Landkreis Flöha. Mit diesem kam der Ort 1994 zum Landkreis Freiberg und 2008 zum Landkreis Mittelsachsen.

### Kirche und Schule
Gückelsberg ist nach Flöha gepfarrt, gehört zur Evangelisch-lutherischen Kirchgemeinde St. Georgen in Flöha. 1832 erhielt Gückelsberg die erste Schule, nachdem vorher die Kirchschule in Flöha besucht werden musste.

### Industrie im Dorf

Stammaktie über 1000 RM der Baumwollspinnerei Gückelsberg William Schulz AG vom 12. Dezember 1941

Im 19. Jahrhundert begann man, die Wasserkraft für neu entstehende Betriebe zu nutzen. Hier in der Region um Flöha waren es hauptsächlich Betriebe der Textilindustrie. In Gückelsberg entstand 1830 eine Spinnerei. Damit setzte die Industrialisierung in Gückelsberg und als Folge ein fast exponentielles Wachstum der Bevölkerung und entsprechender Kinderreichtum ein, der eine eigene Dorfschule ermöglichte.
Nach dem Zweiten Weltkrieg wurden 1946 Großbetriebe entschädigungslos enteignet. In Gückelsberg betraf dies u. a. die „Baumwollspinnerei Gückelsberg William Schulz AG“, welche später in einen landes- bzw. volkseigenen Betrieb umgewandelt wurde.

### Entwicklung der Einwohnerzahl
| Jahr | Einwohnerzahl                                             |
| ---- | --------------------------------------------------------- |
| 1551 | 8 besessene Mann, 14 Inwohner, 3 1/2 Hufen                |
| 1764 | 10 besessene Mann, 13 Häusler, 3 2/3 Hufen je 24 Scheffel |
| 1834 | 292                                                       |

| Jahr | Einwohnerzahl |
| ---- | ------------- |
| 1871 | 552           |
| 1890 | 565           |
| 1910 | 730           |

## Verkehr
Durch den Ort führt die Bundesstraße 173 von Chemnitz nach Freiberg. Der nächstgelegene Bahnhof ist Flöha an der Bahnstrecke Dresden–Werdau (Teil der Sachsen-Franken-Magistrale).